# Mauro Salvaneschi
Mauro Salvaneschi (Broni, 18 febbraio 1956) è un ex cestista italiano in forza alla Ignis Varese negli anni '70.

## Palmarès
- Campionato italiano: 1

Pall. Varese: 1973-74
- Coppa dei Campioni: 2

Pall. Varese: 1974-75, 1975-76
- Coppa delle Coppe: 1

Pall. Varese: 1979-80